# Mer de Sicile
La mer de Sicile est une division de la mer Méditerranée. Elle est située dans un triangle entre la Sicile au nord, Malte à l'est et la Tunisie au sud-ouest. Elle est plus connue sous le nom de « canal de Sicile ».
Le canal de Malte et le canal de Pantelleria en font partie.